# Gabriele Mugnaini
Gabriele Mugnaini, né le 11 février 1950 à Montemignaio (Toscane), est un coureur cycliste italien, professionnel de 1973 à 1978. Son frère Marcello Mugnaini de dix ans son ainé est coureur professionnel dans les années 1960. 

## Palmarès
- 1970
  - Giro delle Colline Chiantigiane
- 1975
  - Prologue du Critérium du Dauphiné libéré (contre-la-montre par équipes)
- 1977
  - 2e du Grand Prix de Larciano

## Résultats sur les grands tours

### Tour d'Italie
4 participations
- 1973 : 47e
- 1976 : abandon (7e étape)
- 1977 : 79e
- 1978 : abandon (3e étape)